# Progressive segmented frame
Progressive segmented frame (PsF) is ontworpen om de opname, opslag, distributie en weergave van progressive SD en HD beeldmateriaal mogelijk te maken met interlaced apparatuur.
Met Psf wordt een progressive frame in twee segmenten gedeeld. Het eerste segment vertegenwoordigt de oneven beeldlijnen, het tweede de segment de even beeldlijnen. Technisch gezien zijn deze segmenten equivalent aan de fields in interlaced video, maar in tegenstelling tot origineel interlaced beeldmateriaal is er geen beweging tussen de twee segmenten van één frame.

## Typen
- NTSC 23.98PsF (1080sf23, 1920x1080/23.98/1:1SF)
- NTSC & PAL 24PsF (48sF, 1080sf24, 1920x1080/24/1:1SF)
- PAL 25PsF (1080sf25, 1920x1080/25/1:1SF)
- NTSC 29.97PsF (1080sf29, 1920x1080/29.97/1:1SF)
- NTSC 30PsF (30p, 1080sf30, 1920x1080/30/1:1SF)